# National Invitation Tournament 1945
El National Invitation Tournament 1945 fue la octava edición del National Invitation Tournament. La disputaron ocho equipos, celebrándose la competición en el Madison Square Garden de Nueva York. El ganador fue la Universidad DePaul, donde jugaba el que luego sería una de las primeras grandes estrellas de la NBA, George Mikan, que lograba su primer título.

## Equipos
| Bowling Green |
| DePaul        |
| Muhlenberg    |
| RPI           |
| Rhode Island  |
| St. John's    |
| Tennessee     |
| West Virginia |

## Fase final
Cuadro final de resultados.
|  | Cuartos de final | Cuartos de final | Cuartos de final |               |               | Semifinales   | Semifinales | Semifinales |              |                        | Final                  | Final                  | Final |  |
|  |                  |                  |                  |               |               |               |             |             |              |                        |                        |                        |       |  |
|  |                  |                  |                  |               |               |               |             |             |              |                        |                        |                        |       |  |
|  | Rhode Island     | Rhode Island     | 51               |               |               |               |             |             |              |                        |                        |                        |       |  |
|  | Rhode Island     | Rhode Island     | 51               |               |               |               |             |             |              |                        |                        |                        |       |  |
|  | Tennessee        | Tennessee        | 44               |               |               |               |             |             |              |                        |                        |                        |       |  |
|  | Tennessee        | Tennessee        | 44               |               | Rhode Island  | Rhode Island  | 53          |             |              |                        |                        |                        |       |  |
|  |                  |                  |                  |               | Rhode Island  | Rhode Island  | 53          |             |              |                        |                        |                        |       |  |
|  |                  |                  | DePaul           | DePaul        | 97            |               |             |             |              |                        |                        |                        |       |  |
|  | DePaul           | DePaul           | DePaul           | DePaul        | 97            | 76            |             |             |              |                        |                        |                        |       |  |
|  | DePaul           | DePaul           |                  |               |               |               |             |             |              |                        |                        |                        |       |  |
|  | West Virginia    | West Virginia    | 52               |               |               |               |             |             |              |                        |                        |                        |       |  |
|  | West Virginia    | West Virginia    | 52               |               |               |               |             |             |              | DePaul                 | DePaul                 | 71                     |       |  |
|  |                  |                  |                  |               |               |               |             |             |              | DePaul                 | DePaul                 | 71                     |       |  |
|  |                  |                  | Bowling Green    | Bowling Green | 54            |               |             |             |              |                        |                        |                        |       |  |
|  | Bowling Green    | Bowling Green    | Bowling Green    | Bowling Green | 54            | 60            |             |             |              |                        |                        |                        |       |  |
|  | Bowling Green    | Bowling Green    |                  |               |               |               |             |             |              |                        |                        |                        |       |  |
|  | RPI              | RPI              | 45               |               |               |               |             |             |              |                        |                        |                        |       |  |
|  | RPI              | RPI              | 45               |               | Bowling Green | Bowling Green | 57          |             |              | Tercer y cuarto puesto | Tercer y cuarto puesto | Tercer y cuarto puesto |       |  |
|  |                  |                  |                  |               | Bowling Green | Bowling Green | 57          |             |              | Tercer y cuarto puesto | Tercer y cuarto puesto | Tercer y cuarto puesto |       |  |
|  |                  |                  | St. John's       | St. John's    | 44            |               |             |             |              |                        |                        |                        |       |  |
|  | St. John's       | St. John's       | St. John's       | St. John's    | 44            | 34            |             |             | Rhode Island | Rhode Island           | 57                     |                        |       |  |
|  | St. John's       | St. John's       |                  |               |               |               |             |             | Rhode Island | Rhode Island           | 57                     |                        |       |  |
|  | Muhlenberg       | Muhlenberg       | 33               |               |               |               |             |             |              |                        | St. John's             | St. John's             | 64    |  |
|  | Muhlenberg       | Muhlenberg       | 33               |               |               |               |             |             |              |                        | St. John's             | St. John's             | 64    |  |
|  |                  |                  |                  |               |               |               |             |             |              |                        |                        |                        |       |  |

| Campeón del NIT 1945           |
| ------------------------------ |
| DePaul Blue Demons 1.er título |